# La Mine du Diable
Pour plus de détails, voir Fiche technique et Distribution.
La Mine du Diable (Devil's Mine Ride) est un film composite d'animation et d'images réelles americano-franco-belge de Roger Wielgus sorti en 1992.
C'est un film composé principalement d'images de synthèse, destiné aux parcs d'attractions, qui a eu un impact médiatique et commercial.

## Synopsis
Une course infernale dans la mine du diable.

## Fiche technique
- Titre original : Devil's Mine Ride
- Titre français : La Mine du Diable
- Réalisation : Roger Wielgus
- Scénario : Roger Wielgus et Ben Stassen
- Production : Ben Stassen, Roger Wielgus, Peter Beale et Jean-Pierre Dauzun
- 3D : Jos Claesen
- Genre : court métrage d'animation
- Pays d'origine :  France,  Allemagne
- Couleur 70 mm Showscan
- Durée : 4 minutes
- Date de sortie : 1992